# Zarządzanie zmianą
Zarządzanie zmianą (ang. change management) – kontrolowanie zmian w organizacjach.

## Definicje zmiany
Zmiana organizacyjna jest definiowana jako:
- każda istotna modyfikacja jakiejś części organizacji (R.W. Woodman)
- zmiana organizacyjna może dotyczyć każdego aspektu organizacji i może pociągnąć za sobą skutki daleko wykraczające poza obszar, w którym się odbywa (W. Pasemore)
- to przekształcenie istniejącego układu według ustalonych procedur przemieniające równocześnie rezultaty tego przekształcenia ukierunkowane przez celowość działań organizacji (E. Masłyk-Musiał).
- Zarządzanie zmianą to komplementarne do samej zmiany działania i techniki wspierające proces zmiany, których celem jest akceptacja zmiany w organizacji (Roman Wendt).

## Zarządzanie zmianą jako proces
Zarządzanie zmianą jest procesem. Nie przebiega według gotowych schematów i prowadzi do rezultatów, które nie są do końca określone, ponieważ zachodzą w zespole ludzkim, np. jednym z czynników zaburzającym przebieg procesu jest opór pracowników wobec zmiany. Podstawowym warunkiem zmiany jest dobra diagnoza.
Procesami zarządzania zmianą będą:
1. proces wykorzystywania strategii organizacji do utrzymania harmonii ze zmieniającym się otoczeniem rynkowym przy zapewnieniu, że zasoby firmy są bezpiecznie powiązane z produktami/usługami dostarczanymi klientom i realizacją celów organizacji (Anderson);
2. część procesu prowadzenia każdej działalności gospodarczej lub jako krok pomiędzy planowaniem strategicznym a wdrożeniem planu.

## Etapy
Proces zarządzania zmianą obejmuje:
- ustalenie ogólnego celu organizacyjnego
- rozważanie ważności i wielkości zmiany
- zidentyfikowanie kultury organizacyjnej
- określenie ograniczeń krytycznych
- aktywne włączenie pracowników w proces zmian.

## Rodzaje zmian
1. Makrosystemowe
- systemowe
- strukturalne
- programowe

2. Mikrosystemowe
- innowacje
- modyfikacje
- usprawnienia

Można dokonać także podziału na zmiany:
- wynikające z przyczyn wewnętrznych i zewnętrznych
- zmiany dostosowawcze (reaktywne) i wyprzedzające (planowane)
- radykalne i inkrementalne

## Źródła zmian
Okazje do przeprowadzania zmian Peter Drucker dzieli na:
- występujące wewnątrz organizacji, są to:
  - nieoczekiwane powodzenie, niepowodzenie, zdarzenie zewnętrzne
  - niezgodność między rzeczywistością a wyobrażeniami członków danej organizacji
  - innowacja wynikająca z potrzeb procesu
  - zmiany w strukturze przemysłu lub rynku, które wszystkich zaskakują
- występujące na zewnątrz organizacji, to:
  - zmiany demograficzne (zmiany w populacji)
  - zmiany w postrzeganiu np. mody
  - nowa wiedza

## Czynniki wpływające na zainicjowanie procesu zmian
1. właściciele
2. klienci
3. dostawcy
4. odbiorcy
5. konkurenci
6. gospodarka
7. prawo
8. polityka